# Велика Кільцева дорога
Вели́ка Кільцева́ доро́га — вулиця (автомобільна дорога) через Пуща-Водицький ліс в Святошинському,Подільському та Оболонському районах міста Києва, місцевості Пуща-Водиця, Кинь-Ґрусть,Мінський масив, Оболонь. Пролягає від перетину Міської вулиці з Гостомельським шосе до Оболонського проспекту. Є частиною Великої Окружної дороги.
Прилучаються безіменні проїзди до Газопровідної вулиці та Спеціалізованого диспансеру радіаційного захисту населення, Лісозахисна вулиця, Пуща-Водицька вулиця (шляхопровід над трамвайними коліями), Литовський проспект, вулиця Сім'ї Кульженків та вулиця Богатирська.

## Історія
Будівництво дороги було розпочато у 1999 році на місці колишньої просіки лінії електропередач через Пуща-Водицький ліс. Ділянка дороги від Гостомельского шосе до Мінського шосе була здана в експлуатацію у травні 2003 року. На вулиці споруджено три надземні пішохідні мостики-переходи (навпроти лісових просік до проспекту Свободи на Виноградарі, трамвайної зупинки «Каланча» у Пуща-Водицькому лісі, а також біля перехрестя з Лісозахисною вулицею). Ділянка  від Мінського шосе до вулиці Сім'ї Кульженків відкрита у листопаді 2019 року, а ділянка від вулиці Сім'ї Кульженків до вулиці Богатирської у грудні 2021 року.
5 грудня 2023 року відкрили нову частину Великої кільцевої дороги від вулиці Богатирської до Оболонського проспекту. Столична влада взяла на себе зобов’язання зробити під’їзну дорогу до тунелю під річкою Дніпро, який сполучатиме лівий і правий береги і виходитиме на Троєщину. Тунель – це проєкт Державного агентства відновлення та розвитку інфраструктури. І агентство має його побудувати. У столичній владі обіцяють зменшення заторів на вулиці Богатирській, бо частина транспорту піде вже новою ділянкою. Загальна протяжність побудованих трьох нових ділянок становить три кілометри. Тієї, що відкрили сьогодні, – понад кілометр.